# Empedokles
Empedokles (altgriechisch Ἐμπεδοκλῆς Empedoklḗs; * um 495 v. Chr. in Akragas, dem heutigen Agrigent auf Sizilien; † um 435 v. Chr. wohl auf der Peloponnes), genannt auch Empedokles von Agrigent, war ein antiker griechischer Philosoph, Naturforscher, Politiker, Redner und Dichter. Unklar ist, ob die Behauptungen zutreffen, wonach er sich auch als Arzt, Magier und Wahrsager betätigte. Zahlreiche Geschichten über sein Leben und seinen Tod tragen legendenhafte Züge. Als Politiker war er in seiner Heimatstadt Akragas umstritten und musste ins Exil gehen, aus dem er nicht mehr zurückkehrte.
Als Vorsokratiker war Empedokles vom Gedankengut bedeutender Strömungen seiner Zeit, der Pythagoreer und der Eleaten, beeinflusst, konzipierte aber ein eigenständiges Weltmodell. Seine Philosophie ist in seinen beiden nur fragmentarisch erhaltenen Gedichten – dem Lehrgedicht „Über die Natur“ und den „Reinigungen“ – dargelegt. Wie bei den vorsokratischen Naturphilosophen üblich, befasste er sich mit der Frage der Weltentstehung (Kosmogonie) und versuchte, die Ordnung und Beschaffenheit des Weltalls zu klären (Kosmologie). In diesem Zusammenhang entwickelte er eine von mythischem Denken geprägte physikalische und biologische Theorie, zu der auch eine Vorstellung von der Entstehung des Lebens auf der Erde und der Evolution der Lebewesen gehörte. Er führte die Lehre von den vier Urstoffen (bzw. „Elementen“) Luft, Feuer, Erde und Wasser ein. Diese Vier-Elemente-Lehre wurde für das naturwissenschaftliche Weltbild der Antike maßgeblich, steht am Anfang chemischen und chemisch-biologischen Denkens und beeinflusste bis ins 19. Jahrhundert auch die Medizin.
Eine zentrale Rolle spielen in seiner Philosophie ethische und religiöse Überzeugungen, die eng mit seiner Lehre von der Reinkarnation verknüpft sind; im Mittelpunkt steht die Forderung nach Gewaltlosigkeit. Die Legende von seinem Tod im Vulkan Ätna beschäftigte die Fantasie der Nachwelt bis in die Moderne.

## Quellen

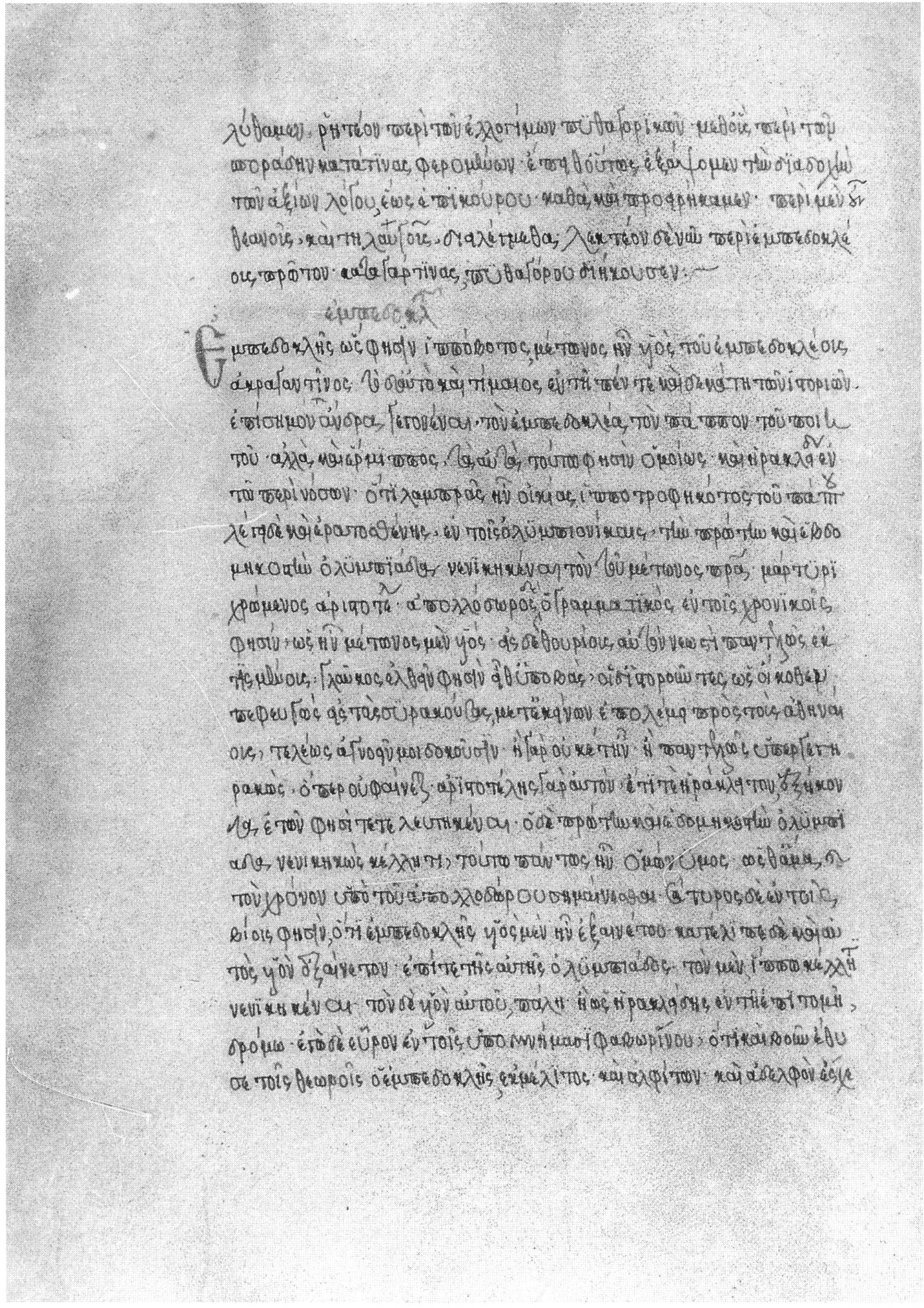
Der Anfang der Biografie des Empedokles bei Diogenes Laertios. Venedig, Biblioteca Nazionale Marciana, Gr. 394, fol. 143v (15. Jahrhundert)

## Leben und Wirken
Die Geburt des Empedokles lässt sich nur ungefähr datieren; da er etwas jünger war als sein Zeitgenosse Anaxagoras, fällt sie wohl in die ersten Jahre des 5. Jahrhunderts. Er stammte aus einer vornehmen und reichen Familie seiner Heimatstadt Akragas. Sein Großvater, der ebenfalls Empedokles hieß, war Pferdezüchter und Sieger bei den Olympischen Spielen von 496. Sein Vater Meton war ein prominenter Politiker. Nach dem Tode des um 472 v. Chr. gestorbenen Tyrannen Theron begannen in Akragas unruhige Zeiten. Der Nachfolger des Tyrannen, sein Sohn Thrasydaios, musste nach nur einjähriger Herrschaft ins Exil gehen. Bei dieser politischen Neuorientierung der Stadt spielte Meton auf der Seite der Tyrannengegner eine führende Rolle. Angeblich wurde Empedokles die Königswürde angeboten, die er jedoch ablehnte. Sicher ist, dass sich die Idee einer demokratischen Staatsordnung durchsetzte. Empedokles engagierte sich auf der Seite der Demokratiebefürworter und trat energisch gegen Bestrebungen auf, die nach seiner Einschätzung auf eine Tyrannenherrschaft abzielten. Er erreichte die Auflösung einer Organisation, die als „Versammlung der Tausend“ bezeichnet wurde und wohl oligarchische Ziele verfolgte. Eine von Diogenes Laertios mitgeteilte Anekdote über Todesurteile, die er veranlasst haben soll, ist allerdings unglaubwürdig; es handelt sich wohl um eine Erfindung eines Komödiendichters. Anscheinend war Empedokles ein begabter Redner, Aristoteles bezeichnete ihn sogar als Erfinder der Rhetorik.
Empedokles’ Verhältnis zu älteren und zeitgenössischen Philosophen ist schwer zu bestimmen. In der Antike galt er als Schüler des Pythagoras oder von frühen Pythagoreern. Diese Annahme lag wegen der Verwandtschaft seiner Lehre mit pythagoreischem Gedankengut nahe. Ein direktes Schülerverhältnis zu Pythagoras ist allerdings aus chronologischem Grund ausgeschlossen. Außerdem bezeichnet ihn eine antike Überlieferung als Schüler des Parmenides, dessen Lehre ihn jedenfalls beeinflusst hat.
Der biografischen Überlieferung zufolge war Empedokles auch ein erfolgreicher Arzt. Er soll eine Scheintote geheilt haben, die von ihren Ärzten bereits aufgegeben worden war. Ob in dieser legendenhaft ausgeschmückten Geschichte einer spektakulären Heilung ein historischer Kern steckt, ist unklar. Dass Empedokles Gesundheitsberatung erteilte, erwähnt er selbst. In einer Aufzählung der vier vornehmsten Berufe nennt er die Ärzte neben Weissagern, Dichtern und Fürsten; das ist möglicherweise ein Indiz dafür, dass er den Arztberuf selbst ausgeübt hat. Dazu passt auch sein ausgeprägtes Interesse an biologischen Themen.
Wegen eines politischen Konflikts hielt sich Empedokles im Exil auf; als er nach Akragas zurückkehren wollte, verhinderten dies mächtige Gegner. Der von Diogenes Laertios zitierte Geschichtsschreiber Timaios von Tauromenion berichtet, der Philosoph sei nach Griechenland ausgewandert und habe sich auf der Peloponnes niedergelassen; von dort sei er nicht mehr zurückgekehrt. Mit Berufung auf Aristoteles und Herakleides Pontikos schreibt Diogenes, Empedokles sei sechzig Jahre alt geworden; daraus folgt, dass sein Tod wohl um die Mitte der dreißiger Jahre des 5. Jahrhunderts zu datieren ist. Die Todesumstände sind unbekannt.
Von Empedokles sind keine Bildnisse erhalten. Diogenes Laertios berichtet von einer Statue des Philosophen in Akragas, die später in Rom aufgestellt worden sei, sowie von Gemälden.

## Selbstbild
Sehr ungewöhnlich ist Empedokles’ außerordentlich stark entwickeltes Selbstbewusstsein, das in seinen Versen drastisch zum Ausdruck kommt. Der Ich-Sprecher in seiner Dichtung nimmt die Haltung eines unfehlbaren Weisheitslehrers ein, verkündet seinen eigenen Ruhm und schreibt sich übermenschliche Fähigkeiten zu. Einer gängigen Interpretation zufolge nimmt er an einer Stelle sogar ausdrücklich Göttlichkeit für sich in Anspruch. Dies erregte schon in der Antike Aufsehen und Anstoß und trug dem Dichter den Vorwurf der Arroganz und Scharlatanerie ein. Auch in der Neuzeit hat die Annahme, er habe sich für einen Gott gehalten, die Empedokles-Rezeption stark beeinflusst. Allerdings ist nicht sicher, dass die in diesem Zusammenhang zitierten Verse als Selbstbeschreibung des Dichters gemeint waren. Nach einer alternativen Deutung der Verse wird die Göttlichkeit nicht als Tatsache behauptet, sondern nur als Eindruck erwähnt, den die Umwelt erhielt.

## Werke

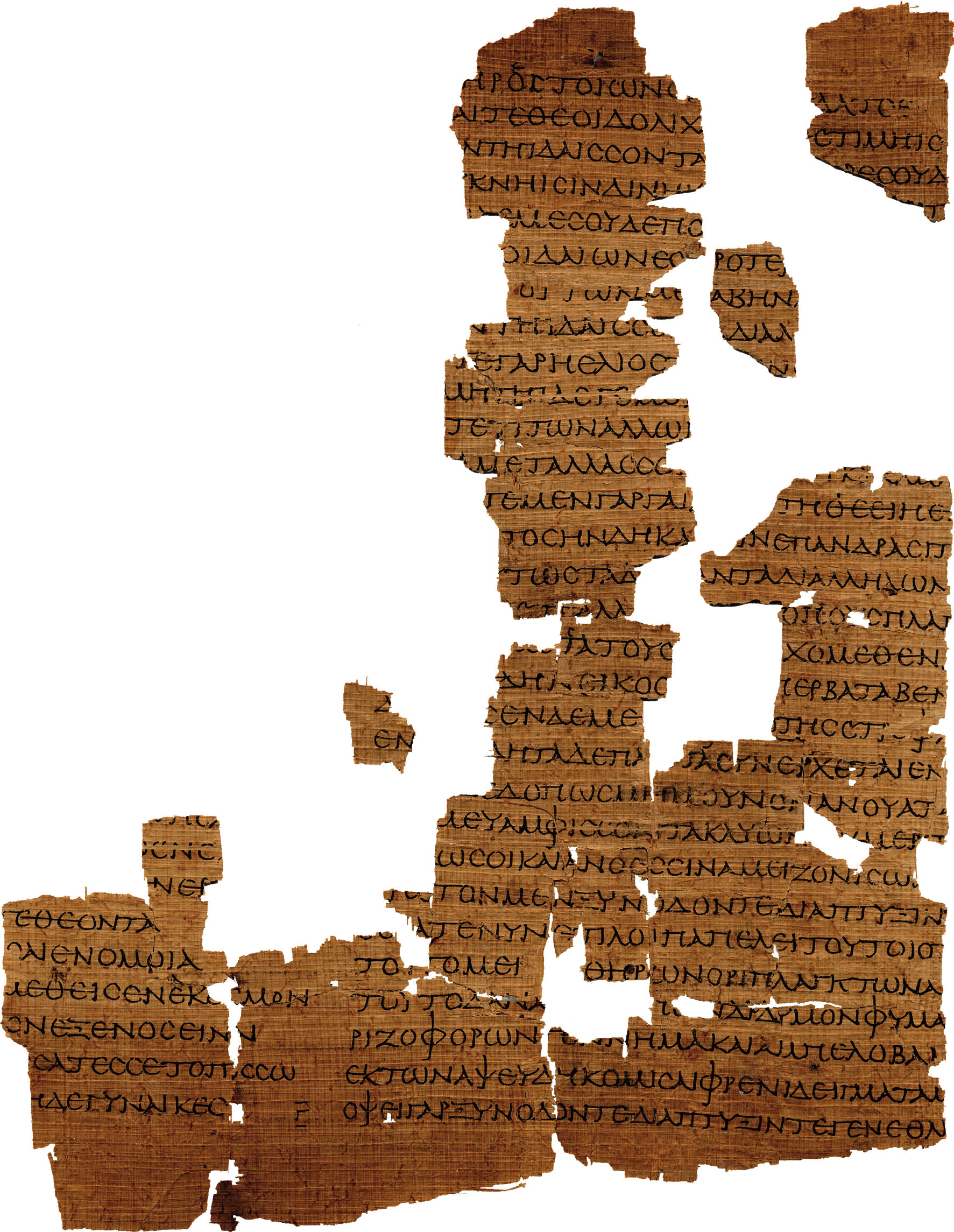
Ein Stück des Straßburger Empedokles-Papyrus aus dem 1. Jahrhundert in der Bibliothèque Nationale et Universitaire de Strasbourg

Empedokles schrieb eine Anzahl von Werken, die großenteils verloren sind. Erhalten sind Fragmente seiner beiden bekanntesten Dichtungen, des philosophischen Lehrgedichts „Über die Natur“ und der „Reinigungen“ (Katharmoí), die beide in Hexametern abgefasst waren. Die überlieferten Bezeichnungen des Naturgedichts – „Über die Natur“ (Peri phýseōs), „Über die Natur des Seienden“ (Peri phýseōs tōn óntōn) oder „Physik“ (Physiká) – waren ursprünglich nur Angaben des Themas; sie waren nicht als Werktitel im später geläufigen Sinne gemeint, denn vom Verfasser verbindlich festgelegte Titel philosophischer Werke waren damals noch nicht üblich. Die herkömmliche, weiterhin vorherrschende Lehrmeinung lautet, dass das Naturgedicht und die „Reinigungen“ zwei unterschiedliche Werke sind, von denen das eine in erster Linie die Naturphilosophie behandelt, das andere primär einem religiösen Zweck dient. Seit 1987 wird in der Forschung aber auch die Ansicht vertreten, es handle sich um nur ein Werk. Ausdrücklich bezeugt ist die Existenz zweier verschiedener Gedichte nur bei Diogenes Laertios. Die Hypothese, wonach es sich um ein einziges Gedicht handelt, hat sich aber nicht durchsetzen können.
Den Gesamtumfang der beiden Gedichte gibt Diogenes Laertios mit rund 5000 Versen an. Erhalten sind insgesamt etwa 500 Verse; sie sind größtenteils nur aus Zitaten in späterer antiker Literatur bekannt, doch sind darunter auch einige Dutzend Verse bzw. Versteile aus dem ersten Buch des Naturgedichts, die nur im Straßburger Empedokles-Papyrus stehen. Bei diesem aus dem späten 1. Jahrhundert stammenden Papyrus handelt es sich um 52 Bruchstücke einer Papyrusrolle, die als Unterlage eines aufgeklebten Schmuckkragens aus Kupferblech dienten. Der Kragen wurde schon 1904 von dem Archäologen Otto Rubensohn erworben, aber erst 1992 sind die Papyrus-Bruchstücke als Teil von Empedokles’ Werk identifiziert worden.
Die Verteilung der erhaltenen Fragmente auf die beiden großen Gedichte ist teils gesichert, teils hypothetisch. Schwierig ist die Bestimmung der Reihenfolge der Fragmente und damit die zumindest teilweise Rekonstruktion des Aufbaus der beiden Werke. In den „Reinigungen“ berichtet der Ich-Erzähler von dem furchtbaren Schicksal, das er sich durch seine Untaten zugezogen hat; seine für mündlichen Vortrag gedachte Schilderung soll das Publikum entsetzen und erschüttern. Nach einem antiken Bericht hat Empedokles die „Reinigungen“ während der Olympischen Spiele öffentlich von einem berühmten Rhapsoden vortragen lassen, um seine Lehre auf diesem Weg bekannt zu machen. Im Naturgedicht wendet sich der Philosoph direkt an seinen Schüler Pausanias aus Gela, dem er das Werk gewidmet hat, und erteilt ihm Belehrungen. Pausanias soll sein Geliebter gewesen sein, wie Diogenes Laertios mit Berufung auf Aristippos von Kyrene und Satyros von Kallatis berichtet, und als (später bei Galen erwähnter) Arzt ein Vertreter der westgriechischen Medizin.
Diogenes Laertios teilt mit, Empedokles habe politische Abhandlungen geschrieben, und zu seinen Werken gehöre auch ein medizinisches, eine „ärztliche Anweisung“ (iatrikós lógos), die rund 600 Verse (oder Zeilen) umfasst habe. In der Suda, einer byzantinischen Enzyklopädie, wird neben dem Naturgedicht ein Prosawerk „Heilkundliches“ (Iatriká) angeführt. Auch Tragödien wurden Empedokles in der Antike zugeschrieben; deren Verfasser war möglicherweise ein gleichnamiger Enkel des Philosophen, der in der Suda als Tragödiendichter erwähnt wird. Ferner stammten von Empedokles ein Gedicht über die Hellespont-Überquerung des persischen Königs Xerxes I. und ein Hymnus auf den Gott Apollon. Man hat versucht, Reste dieser Gedichte zu identifizieren; diese Hypothesen haben aber wenig Anklang gefunden.

## Lehre
Empedokles entwickelt seine Philosophie in Auseinandersetzung mit dem Denken des Parmenides, den er aber in den erhaltenen Versen nicht nennt. Den Kern seiner Weltdeutung bildet die Konzeption eines ewigen Kreislaufs. Die Naturlehre, die er vorlegt, ist der philosophische Ausdruck des mythischen Weltbilds, zu dem er sich bekennt. In das naturphilosophische System eingebettet ist eine von religiösem Erlösungsstreben geprägte Ethik.
Umstritten ist die Frage nach der Einheitlichkeit von Empedokles’ Lehre bzw. nach einer möglichen Entwicklung seines Denkens, deren Etappen sich in den beiden Gedichten spiegeln.

### Ordnung und Beschaffenheit des Kosmos
Zur Zeit des Empedokles lagen in der griechischen Philosophie zwei gegensätzliche Weltdeutungen vor, die Lehre des Parmenides und die Heraklits. Parmenides billigt nur dem Unentstandenen, Vollkommenen und Unveränderlichen Wirklichkeit zu, da er Sein und Entstehen für unvereinbar hält. Für Heraklit sind Sein und Werden unauflöslich verknüpft und bedingen einander.
Empedokles bemüht sich um eine Integration der beiden Ansätze. Er akzeptiert das Werdende und Vergehende als real, hält aber zugleich an dem Konzept eines keiner Veränderung unterworfenen Seins fest. Träger des Seins sind für ihn die vier Urstoffe Feuer, Wasser, Erde und Luft (entsprechend den vier Primärqualitäten Hitze, Feuchtigkeit, Trockenheit und Kälte), aus denen in seinem Modell der gesamte Kosmos besteht. Damit wird er zum Begründer der Vier-Elemente-Lehre und des chemischen und chemisch-biologischen Denkens, doch bezeichnet er die Urstoffe nicht mit dem später gängigen Begriff „Elemente“ (stoicheía), sondern nennt sie „Wurzeln“ (rhizōmata). Die Urstoffe sind qualitativ und quantitativ absolut unveränderlich und erfüllen den gesamten Raum lückenlos; ein Vakuum kann es nicht geben. Sie sind unentstanden und unvergänglich und können sich auch nicht – wie bei Heraklit – ineinander umwandeln. Sie sind also nicht auf einen einzigen Urstoff oder ein Urprinzip (archḗ) zurückführbar, sondern gleichrangig. Damit erfüllen sie die Kriterien eines als Gegensatz zum Werden aufgefassten Seins. Es gibt keine Entstehung aus dem Nichts und keine absolute Vernichtung. Die vier Urstoffe weisen die gleiche konstante Gesamtmasse auf. Alles, was von einem Betrachter als Veränderung wahrgenommen wird, beruht auf dem Positionswechsel kleiner Stoffteilchen, der die jeweils an einem Ort gegebenen Mischungsverhältnisse der Urstoffe ändert. Die Änderung der Mischung manifestiert sich als Wandel der sinnlich wahrnehmbaren Eigenschaften physischer Objekte. Mit dieser Theorie hat Empedokles erstmals das Konzept des Aufbaus der gesamten physischen Welt aus einer beschränkten Zahl von stabilen Elementen in die Naturphilosophie eingeführt. Ob er die Urstoffe für beliebig teilbar hielt oder von kleinsten Mengeneinheiten ausging, ist aus den erhaltenen Fragmenten seines Lehrgedichts nicht ersichtlich.
Die Lehre von den vier Urstoffen verbindet Empedokles mit der griechischen Mythologie, indem er die Stoffe den Gottheiten Zeus, Here (Hera), Aidoneus (Hades) und Nestis zuordnet. Bei Nestis handelt es sich unzweifelhaft um die Wassergottheit; Empedokles hat sie anscheinend mit Persephone identifiziert. Die Zuweisung der drei übrigen Elemente geht aus den erhaltenen Fragmenten von Empedokles’ Dichtung nicht klar hervor und ist strittig. Im Altertum wurde nicht bezweifelt, dass mit Zeus der Feuergott gemeint ist; unklar war nur, ob Here für die Luft und Aidoneus für die Erde steht oder umgekehrt. In der modernen Forschung wird schon seit dem 19. Jahrhundert auch die traditionelle Zuordnung des Zeus in Zweifel gezogen. Eine Reihe von Gelehrten, darunter vor allem Peter Kingsley, treten für eine Hypothese ein, die den Feuergott mit Aidoneus identifiziert, Zeus mit der Luft und Here mit der Erde.
Auch bei der Bestimmung der Ursachen für den Ortswechsel von Stoffteilchen, auf den Empedokles jede Veränderung zurückführt, greift er auf ein mythisches Konzept zurück. Er nimmt zwei einander entgegenwirkende bewegende Kräfte an, eine anziehende und vereinigende und eine abstoßende und trennende. Die vereinigende Kraft nennt er philótēs (Liebe, Freundschaft), die trennende neíkos (Streit). Sie streben unablässig danach, einander zu verdrängen. Aus ihrem endlosen wechselhaften Kampf resultieren alle Vorgänge im Universum einschließlich der menschlichen Schicksale.
Mit diesem System hebt Empedokles den für Parmenides grundlegenden Unterschied zwischen dem Wirklichen, unveränderlich Seienden und der trügerischen Erscheinungswelt des Vergänglichen auf. Für ihn ist die Welt in ihrer Gesamtheit das Wirkliche, und diese Wirklichkeit ergibt sich aus den sechs Prinzipien (vier Urstoffe und zwei Kräfte) und deren Funktionszusammenhang.

### Der Weltkreislauf
Während die vier Urstoffe als solche qualitativ und quantitativ unveränderlich sind, unterliegt der Einfluss der bewegenden Kräfte Liebe und Streit im Lauf der Zeit starken Veränderungen. Dabei handelt es sich um einen zyklischen Wandel. Wenn die Macht der Liebe in der Welt ihre höchste Entfaltung erreicht hat, ergibt sich ein Höchstmaß an Vereinigung, die stärkste Durchmischung der Elemente und damit die größte erreichbare Homogenität der Welt. Der Kosmos befindet sich in einem Ruhezustand. Die überall gleichmäßig vermischten Elemente bilden eine einheitliche göttliche Kugel (sphaíros); der Streit ist bis an den äußersten Rand des Universums abgedrängt. Die Homogenität der Kugel ist aber nicht absolut, da jedes der Elemente sein Eigendasein in der Mischung bewahrt. Mit der Vorstellung eines kugelförmigen Gottes Sphairos – die Kugel galt wegen der Kugelsymmetrie als vollkommener Körper – wendet sich Empedokles gegen anthropomorphe Gottesvorstellungen. Der Kugelgott, der mit dem All in dessen Ruhezustand identisch ist, ist ein fühlendes Lebewesen; er freut sich über seine Einheit. Dieser von der Liebe erzeugte Idealzustand der Welt kann aber nur zeitweilig bewahrt werden. Dann muss ein Umschwung eintreten: Die verdrängte Macht des Streits beginnt zu erstarken, sie nimmt von der Peripherie her kontinuierlich zu und bewirkt eine zunehmende Trennung der Elemente. Graduell gewinnt die Trennungskraft die Oberhand und erlangt schließlich ihre höchstmögliche Macht, wenn die vier Elemente in vier homogene, konzentrisch umeinander geschichtete Massen getrennt sind, die rasch rotieren. Dieser Zustand, mit dem die Verdrängung der Liebe ihr Maximum erreicht hat, bleibt eine bestimmte Zeit lang stabil. Dann kommt es zwangsläufig erneut zum Umschwung. Die in die Mitte des Universums zurückgedrängte Liebe macht sich von dort aus wieder bemerkbar, verdrängt den Streit nach außen und sorgt für zunehmende Vermischung der Elemente und Verlangsamung ihrer Bewegung. Dieser Kreislauf vollzieht sich nach einer unabänderlichen Gesetzmäßigkeit der Natur.
Aus dem Kreislauf ergibt sich die Geschichte des Universums, in der sich somit vier Phasen unterscheiden lassen: die Periode der Vorherrschaft der Liebe, die Periode der zunehmenden Macht des Streits, die Periode der Vorherrschaft des Streits und die Periode der zunehmenden Macht der Liebe. Empedokles ordnet seine eigene Epoche der zweiten Phase zu, in welcher die trennende und die vereinende Kraft miteinander ringen und der Streit die Oberhand gewinnt. Auf diese Phase des Zyklus geht er ausführlich ein. Aus der Interaktion zwischen der zurückweichenden Liebe und dem vordringenden Streit ist phasenweise der gegenwärtige Kosmos mit seiner Vielfalt verschiedenartiger Phänomene entstanden. Der Trennungsvorgang hat damit eingesetzt, dass zunächst Luft, die Empedokles aithḗr nennt, durch eine zentrifugale Wirbelbewegung abgesondert und an die Oberfläche der Weltkugel getrieben wurde. Dort bildete sie eine durchsichtige Umhüllung. Dann trennte sich in der Kugel ein heller, vom Feuer geprägter Außenbereich von einem dunklen inneren mit eingesprengten Feuerteilchen. In der Mitte des dunklen Innenbereichs bildete sich die von Feuchtigkeit durchdrungene Erde. Danach sonderten sich Erde und Wasser voneinander ab, indem das Wasser aus der Erde hervorsprudelte. Schließlich löste sich aus dem Wasser Luft und stieg auf; so entstand die irdische Atemluft. Damit hat die Welt ihre den Menschen vertraute Gestalt erreicht.
Die Einzelheiten des zyklischen Ablaufs und seine Bedeutung im Rahmen der Philosophie des Empedokles sind in der Forschung umstritten; unklar ist insbesondere, ob sowohl in der zweiten als auch in der vierten Phase eine Weltschöpfung und ein Weltuntergang samt Entstehung und Vernichtung der Lebewesen stattfinden und ob dem Streit dabei eine schöpferische Rolle zukommt. Außerdem ist sogar der kosmische Charakter des Zyklus von einigen Forschern bestritten worden; Uvo Hölscher trug 1965 die Hypothese vor, Empedokles habe vielmehr einen Lebenszyklus gemeint. Diese zeitweilig populäre Interpretation hat sich aber nicht durchgesetzt.
Bei den leuchtenden Himmelskörpern handelt es sich um örtliche Zusammenballungen des Feuerstoffs. Dazu gehört die Sonne, deren Licht vom Mond reflektiert wird. Die Behauptung des Doxographen Aëtios, Empedokles habe das Sonnenlicht als Reflexion eines von der feurigen Hemisphäre des Kosmos ausgehenden Lichts aufgefasst, beruht auf einem Missverständnis.

### Lebensentstehung und Lebensvorgänge
Ein Sonderaspekt des kosmischen Prozesses ist die Entstehung der belebten Körper, die Empedokles mit seiner phylogenetischen Theorie beschreibt. Die Lebewesen fasst er wie alle physischen Objekte als Gemische aus den vier Elementen auf. Die Unterschiede zwischen den Arten und den Individuen ergeben sich im Rahmen seiner Theorie aus der Verschiedenheit der jeweiligen Mischungsverhältnisse. Aus der feuchten Erde bildeten sich unter der Einwirkung der verbindenden Liebeskraft die ersten Pflanzen und Tiere. Anfangs entstanden keine ganzen Tiere, sondern nur einzelne Bestandteile von Tierkörpern, die sich zu unförmigen Gebilden vereinigten, welche unstabil waren und zerfielen. Später formten sich zweckmäßig aufgebaute Organismen, die aber zunächst noch nicht über Geschlechtsorgane verfügten. Erst in der letzten Phase kam es zur geschlechtlichen Differenzierung. Dem Zufall weist Empedokles eine wichtige Rolle bei diesen Vorgängen der biologischen Evolution zu.
Die künftige restlose Trennung der Elemente durch den unausweichlichen Sieg des Streits muss zur Vernichtung aller belebten Körper führen, ebenso wie auch in der Phase der völligen Dominanz der Liebe und Durchmischung der Elemente kein individuelles Leben mehr möglich ist.
Einzelnen biologischen Funktionen wendet sich Empedokles mit großem Interesse zu. Unter anderem erörtert er Zeugung, embryonale Entwicklung, Atmung und Sinneswahrnehmung. Das Denken und die Einsicht lokalisiert er hauptsächlich im Blut, das sich in der Umgebung des Herzens befindet, denn im Blut sei die von der Liebe bewirkte Durchmischung der Urstoffe am stärksten. Die Sinneswahrnehmung erklärt er – ähnlich wie Pythagoras und Alkmaion von Kroton – nach dem Prinzip des Erfassens von Gleichem durch Gleiches; da die Sinnesorgane aus den gleichen Elementen bestehen wie die Wahrnehmungsobjekte, können sie diese adäquat abbilden. Dazu ist ein körperlicher Kontakt erforderlich; materielle Ausströmungen der Wahrnehmungsobjekte erreichen die Wahrnehmungsorgane und treten durch Poren in den Körper des Wahrnehmenden ein. Die Art der Sinneswahrnehmung (optisch, akustisch usw.) hängt von der Größe der Poren des Sinnesorgans ab, die jeweils einer bestimmten Art von Ausströmung des Wahrnehmungsobjekts angepasst ist. Sind die Poren für bestimmte Partikel zu klein, so ist deren Einströmen unmöglich, sind sie zu groß, so kommt es beim Einströmen nicht zum erforderlichen Kontakt. Hinsichtlich der Vertrauenswürdigkeit der von den Sinnesorganen vermittelten Informationen verwarf Empedokles die radikal ablehnende Position des Parmenides und entschied sich für den gemäßigten Standpunkt, man solle den Sinnen vertrauen, insoweit die von ihnen gelieferten Daten klar seien.
Wie Alkmaion, Parmenides und hippokratische Ärzte nahm er im Gegensatz zu Aristoteles an, dass bei der Zeugung beide Geschlechtspartner „Samen“anteile beisteuern.
Seine Theorie der Atmung veranschaulicht Empedokles durch einen Vergleich mit einem Wasserheber (Klepsydra). Er erklärt die Atmung durch Bewegungen des Bluts. Indem das Blut sich zurückzieht, gibt es der Luft Raum und lässt sie dadurch einströmen. Strömt die Luft aus, nimmt das Blut wieder ihren Platz ein. So entsteht der Wechsel von Ein- und Ausatmen. Umstritten ist, ob Empedokles die Hautatmung oder die Nasenatmung oder beides meint.

### Die Rolle des Menschen im Kosmos
Empedokles ist der Überzeugung, dass sich Unrecht und Gewalttaten an ihren Urhebern rächen. Dies geschieht im Rahmen der Reinkarnation, der hier die Funktion einer Strafe zukommt. Das schuldig gewordene Individuum erleidet in aufeinanderfolgenden Leben schlimme Schicksale. Mit dieser Lehre knüpft Empedokles an ein orphisches und pythagoreisches Konzept an. Allerdings kann hier nicht von „Seelenwanderung“ gesprochen werden, denn der später zur Bezeichnung der Seele geläufige Begriff psychḗ kommt bei Empedokles nur an einer einzigen Stelle vor und hat dort eine andere Bedeutung („Leben“). Wie sich Empedokles im Rahmen seiner Lehre von den Urstoffen das „Ich“ als Träger einer über den Tod hinaus fortdauernden individuellen Existenz vorgestellt hat, ist unklar.
Am Anfang eines irdischen Daseinszyklus steht für Empedokles eine schwere Verfehlung der betreffenden Person, die ursprünglich ein seliger Gott war und als daímon („Dämon“) bezeichnet wird. Der Übeltäter muss die Götterwelt verlassen und wird zur Strafe auf die Erde in ein langes Exil geschickt. Dort muss er eine Reihe von Leben mit unterschiedlichen Körpern durchlaufen. Dieses Schicksal nimmt der Ich-Erzähler auch für sich selbst an:

„Es gibt einen Spruch der Notwendigkeit, einen alten Beschluss der Götter, ewig, mit breiten Schwüren besiegelt: Wenn jemand sich verfehlt und seine Glieder mit dem Blut von Verwandten befleckt, (…) dann soll er sich dreimal zehntausend Jahre weit entfernt von den Glückseligen herumtreiben, sich im Laufe dieser Zeit zu allerlei Gestalten sterblicher Lebewesen entwickeln und immer einen mühseligen Lebensweg für einen anderen eintauschen. … Zu diesen gehöre auch ich jetzt, bin ein aus dem göttlichen Bereich Verbannter und ein Landstreicher, da ich rasendem Hass mein Vertrauen geschenkt habe.“

An dem ungewohnten Ort des Elends wird der Verbannte „mit einer fremdartigen Hülle aus Fleisch umkleidet“; er weint, klagt und irrt umher, denn er gehört nun zum bejammernswerten „Geschlecht der Sterblichen“, wo „Mord und Groll“ an der Tagesordnung sind.
Es besteht jedoch Aussicht auf Erlösung. Anscheinend schilderte Empedokles in einer verlorenen Passage der „Reinigungen“, wie Lebewesen durch verschiedene Daseinsformen aufsteigen können; auf pflanzliche können tierische und auf diese menschliche Leben folgen. Innerhalb der menschlichen Daseinsform gibt es ebenfalls eine Vervollkommnung von einem Leben zum nächsten. Diese Entwicklung setzt sich folgerichtig in einen übermenschlichen Bereich hinein fort:

„Am Ende aber werden sie Seher, Dichter, Ärzte und Fürsten für die auf Erden lebenden Menschen; von da aus wachsen sie empor zu Göttern, die in höchsten Ehren stehen, die den anderen Unsterblichen Herdgenossen sind und den Tisch mit ihnen teilen, ohne Anteil an menschlichen Leiden und unverwüstlich.“

Empedokles schildert auch einen einstigen harmonischen, konfliktfreien Idealzustand der Menschheit und ihrer Umwelt in einer Epoche, als die ständig wachsende Macht des Streits noch geringer war. Damit knüpft er an die Vorstellung des von Hesiod beschriebenen vergangenen Goldenen Zeitalters an. Die traditionelle, von Hesiod überlieferte Auffassung, wonach der Gott Kronos im Goldenen Zeitalter der Herrscher war, lehnt Empedokles jedoch ausdrücklich ab. Er schreibt, damals habe nicht Zeus oder Kronos oder Poseidon regiert, sondern die Liebesgöttin Kypris (Aphrodite). Die Tieropfer, die Empedokles verabscheut, habe es damals nicht gegeben; das Töten und der Verzehr von getöteten Tieren sei als „die größte Befleckung“ betrachtet worden.
Da der naturgemäße Urzustand für Empedokles mit völliger Enthaltung vom Blutvergießen und vom Verzehr getöteter Tiere verbunden ist, ruft er eindringlich zur Gewaltlosigkeit auch gegenüber der Tierwelt auf.
Mit Begeisterung verkündet Empedokles seine Botschaft von der möglichen Rückentwicklung des Menschen zum Gott, welcher der verbannte „Dämon“ einst war, bevor er aus dem Reich der Glückseligen vertrieben wurde. Dabei ist allerdings zu beachten, dass die Verwirklichung dieses Ziels im Rahmen des zyklischen Weltbilds des Naturgedichts nicht die Erlangung eines endgültigen, ewigen Zustands bedeuten kann. Auch die Götter sind bei Empedokles vergänglich. Ihre Unsterblichkeit ist für ihn nicht wie für Homer ein ewiger Zustand, sondern befristet; das Unsterbliche kehrt wieder in den Zustand der Sterblichkeit zurück. In einem begrenzten, geschlossenen System, das auf der ewigen Wiederholung eines gesetzmäßigen Kreislaufs beruht, muss notwendigerweise auf Liebe Streit und auf jeden Aufstieg ein Abstieg folgen.

## Rezeption

### Antike

#### Legenden
Von dem starken Eindruck, den das Auftreten des Empedokles auf seine Zeitgenossen machte, zeugt die Legendenbildung. Der Philosoph galt als Wundertäter, ihm wurden übermenschliche Fähigkeiten zugeschrieben.
Insbesondere die mysteriösen angeblichen Umstände seines Todes haben die Fantasie der Nachwelt angeregt. Nach einer Legende setzte er seinem Leben ein Ende, indem er in den Vulkan Ätna sprang. Anderen, ebenfalls unglaubwürdigen Behauptungen zufolge hat er sich erhängt, ist ertrunken oder wurde beim Sturz aus einem Wagen tödlich verletzt. Die Erzählung vom angeblichen Suizid im Ätna hat das Empedoklesbild der Nachwelt von der Antike bis in die Gegenwart stark geprägt. Sie beruht auf einer Wundergeschichte, die von Verehrern des Philosophen verbreitet und von Kritikern umgedeutet wurde. Seine Bewunderer stellten sein Ableben als ein Verschwinden dar, das eine Entrückung und Versetzung unter die unsterblichen Götter (Apotheose) gewesen sei. Daraus machten Gegner eine Betrugserzählung: Empedokles habe sich in den Vulkan gestürzt, um seinen Leichnam unauffindbar zu machen und so die Voraussetzung für eine Vergöttlichungslegende zu schaffen. Der Vulkan habe aber eine seiner metallenen Sandalen ausgespien; damit sei er als Betrüger entlarvt worden. Auf diese Version der Legende nahm noch der römische Dichter Horaz in seiner Ars poetica Bezug. Auch der Geograph Strabon kannte sie. Er wies darauf hin, dass sich der Vorgang wegen der Beschaffenheit des Kraters nicht in der geschilderten Weise zugetragen haben könne, denn man könne sich wegen der Hitze der Krateröffnung nicht nähern. Im 2. Jahrhundert erklärte der Satiriker Lukian von Samosata den Sturz in den Vulkan als Folge der Melancholie des Philosophen.
Zum Nachruhm des Empedokles trugen auch Berichte über eindrückliche medizinische Erfolge bei, die er erzielt haben soll. Es hieß, er habe die Einwohner von Selinunt von einer Seuche befreit, indem er auf eigene Kosten zwei Flüsse umleitete und so fauliges Wasser unschädlich machte. Um die Mitte des 5. Jahrhunderts v. Chr. geprägte Münzen der Stadt Selinunt zeigen auf der Rückseite zwei dortige Flüsse, auf der Vorderseite den Helden Herakles, zu dessen berühmten Taten die Umleitung zweier Flüsse gehörte. Möglicherweise besteht ein Zusammenhang zwischen der Münzprägung und der Erzählung über Empedokles.
Eine unglaubwürdige Legende besagte, Empedokles habe der Gemeinschaft der Pythagoreer angehört, sei aber von ihr ausgeschlossen worden, da er in seiner Dichtung Geheimlehren an die Öffentlichkeit gebracht habe.

#### Philosophische und theologische Rezeption
Zenon von Elea, ein Schüler des Parmenides, verfasste eine heute verlorene Schrift über die Lehre seines Zeitgenossen Empedokles, in der er sich kritisch äußerte.
Platon nennt den Namen des Empedokles nur an zwei Stellen; anderenorts nimmt er auf die Lehre des Vorsokratikers Bezug, ohne ihn namentlich zu erwähnen. Er verwirft die dualistische Vorstellung des Empedokles von zwei gleichrangigen, einander bekämpfenden göttlichen Prinzipien im Kosmos; ein eigenständiges Prinzip „Streit“ als auflösende, trennende Macht akzeptiert er nicht.
Aristoteles befasste sich in seinen Schriften mit Empedokles eingehender als mit jedem anderen früheren Philosophen außer Platon. Er kritisierte das Weltbild des Naturgedichts mit dem Argument, dass Liebe und Streit paradoxerweise entgegen ihrem eigenen Wesen wirkten, da der Streit auch verbinde, indem er alle Teile der einzelnen Elemente miteinander vereinige, und die Liebe auch trenne, indem sie die innere Einheit der vier vom Streit konzentrisch geschichteten Massen auflöse. Der berühmte Peripatetiker Theophrast, ein Schüler des Aristoteles, schrieb eine heute verlorene Abhandlung über Empedokles.
Von epikureischer Seite wurde Empedokles angegriffen. Der Epikureer Hermarchos, Epikurs Nachfolger als Schulleiter, verfasste eine umfangreiche Streitschrift (22 Bücher) gegen ihn (Pros Empedokléa), von der nur Fragmente erhalten sind. Zu den Epikureern, die gegen Empedokles’ Lehre Stellung nahmen, gehören Kolotes von Lampsakos und Diogenes von Oinoanda. Der römische Dichter Lukrez, der ebenfalls Epikureer war, lobte zwar die Weisheit des Empedokles, präsentierte aber im ersten Buch seines Lehrgedichts De rerum natura eine eingehende Argumentation zur Widerlegung der kosmologischen Vorstellungen des Vorsokratikers und anderer, ähnlich denkender Philosophen. Unter anderem brachte er vor, die Leugnung des Vakuums sei widersinnig, da ohne Vakuum keine Bewegung möglich sei, und eine Vereinigung aller vier Elemente scheitere daran, dass sie untereinander unverträglich seien. Cicero hielt Empedokles für einen Anhänger des erkenntnistheoretischen Skeptizismus.
Plutarch widmete Empedokles eine ausführliche Monographie (10 Bücher), aus der nur ein Fragment erhalten geblieben ist. Auch in anderen Werken zitierte er den Vorsokratiker und ging auf seine Lehre ein.
Neuplatoniker wie Syrianos und Simplikios deuteten Empedokles auf platonische Weise, indem sie ihm die Vorstellung einer intelligiblen Welt jenseits von Raum und Zeit unterstellten. Damit hätte Empedokles die platonische Ontologie vorweggenommen. Diese Empedokles-Deutung beruht jedoch auf einem Missverständnis; Empedokles ging nicht von einem raum- und zeitunabhängigen Sein aus.
Christlichen Autoren war Empedokles suspekt. Tertullian wertete das ausgeprägte Selbstbewusstsein des Vorsokratikers als Arroganz. Den Sprung in den Ätna führte er allerdings als positives Beispiel für die Überwindung der Todesfurcht an. Der Kirchenschriftsteller Hippolyt von Rom versuchte zu zeigen, dass die von ihm bekämpften Häretiker ihre Lehren nicht der Bibel, sondern der griechischen Philosophie entnommen hätten. Er warf dem Theologen Markion vor, Gedanken des Empedokles übernommen zu haben. Damit nahm er unter anderem auf Vorschriften über Ernährung und Sexualität Bezug, die bei den Anhängern Markions, den Markioniten, galten. Den Demiurgen (unvollkommenen Weltschöpfer), den Markion annahm, identifizierte Hippolyt mit Empedokles’ Prinzip des Streits.

#### Literarische Rezeption
Antike Quellen und die Suda berichten, der aus Sizilien stammende berühmte Redner Gorgias sei ein Schüler des Empedokles gewesen. Ob dies zutrifft, ist ungewiss; jedenfalls lassen sich stilistische und inhaltliche Berührungspunkte zwischen ihnen feststellen.
Aristoteles bezeichnete zwar Empedokles in seinem heute verlorenen Dialog Sophistes als den Erfinder der Rhetorik, hielt aber relativ wenig von seinen poetischen Leistungen. Er schrieb in seiner Poetik, Empedokles sei ein Naturforscher gewesen, der mit einem wirklichen Dichter wie Homer außer dem Versmaß nichts gemeinsam habe. An anderer Stelle äußerte sich Aristoteles aber insofern anerkennend, als er Empedokles zumindest Beherrschung der poetischen Technik zubilligte und auf seine reiche Metaphorik hinwies. Plutarch hielt dem Vorsokratiker zugute, er habe sich in seiner Wortwahl nicht vom Streben nach literarischen Effekten leiten lassen, sondern auf die sachliche Angemessenheit der verwendeten Ausdrücke geachtet.
In der Rede, die Ovid im 15. Buch seiner Metamorphosen Pythagoras in den Mund legte, ist viel Gedankengut des Empedokles enthalten.
Die beiden großen Gedichte des Empedokles scheinen bis in die Spätantike bekannt gewesen zu sein.

#### Medizinische Rezeption
Folgenreich war Empedokles’ Lehre von den vier Urstoffen für die antike Medizin. Der Arzt und medizinische Schriftsteller Philistion von Lokroi (4. Jahrhundert v. Chr.) entwickelte von ihr ausgehend seine Theorie über die Bedeutung der vier Elemente im menschlichen Körper und die Rolle eines Elementenüberschusses oder -mangels bei der Entstehung von Krankheiten. Er ordnete den Elementen die Qualitäten heiß (Feuer), kalt (Luft), feucht (Wasser) und trocken (Erde) zu. Platon, der Philistion wohl persönlich kannte, übernahm in seinem Dialog Timaios dessen Theorie der Krankheitsentstehung durch eine Störung der natürlichen Verhältnisse zwischen den Elementen (bei Platon auf Dreiecken beruhende „Körper“) im Körper. In der Humoralpathologie wurde die Lehre von den vier Elementen mit der Lehre von den vier Körpersäften und den gegensätzlichen Primärqualitäten kombiniert, indem die Säfte (rotes) Blut, gelbe Galle, schwarze Galle und (weißer) Schleim den Elementen zugeordnet wurden. Eine solche Zuordnung findet sich schon in der hippokratischen Schrift Über die Natur des Menschen (De natura hominis), die der Arzt Polybos, ein Schüler des Hippokrates, um die Wende vom 5. zum 4. Jahrhundert v. Chr. verfasste. Auch der von Empedokles formulierte Grundsatz, dass Gleiches nur durch Gleiches erkannt (siehe oben #Lebensentstehung und Lebensvorgänge) werden könne, wurde in die Medizin (etwa in der hippokratischen Schrift Über die Fleischteile) aufgenommen und insbesondere von Galen (Über die Lehrmeinungen des Hippokrates und des Platon) in Anlehnung an Platon für die Sinnesphysiologie weiterentwickelt. Darauf beruht (vermittelt durch den Neuplatoniker Plotin) auch Goethes Gedanke „Wär nicht das Auge sonnenhaft, Die Sonne könnt es nie erblicken“. Die Auffassung, dass jedem Wahrnehmungsorgan ein bestimmter Wahrnehmungsbereich zugeordnet sei, findet sich später auch im von Johannes Müller bis 1826 entwickelten „Gesetz der spezifischen Sinnesenergien“.

### Mittelalter

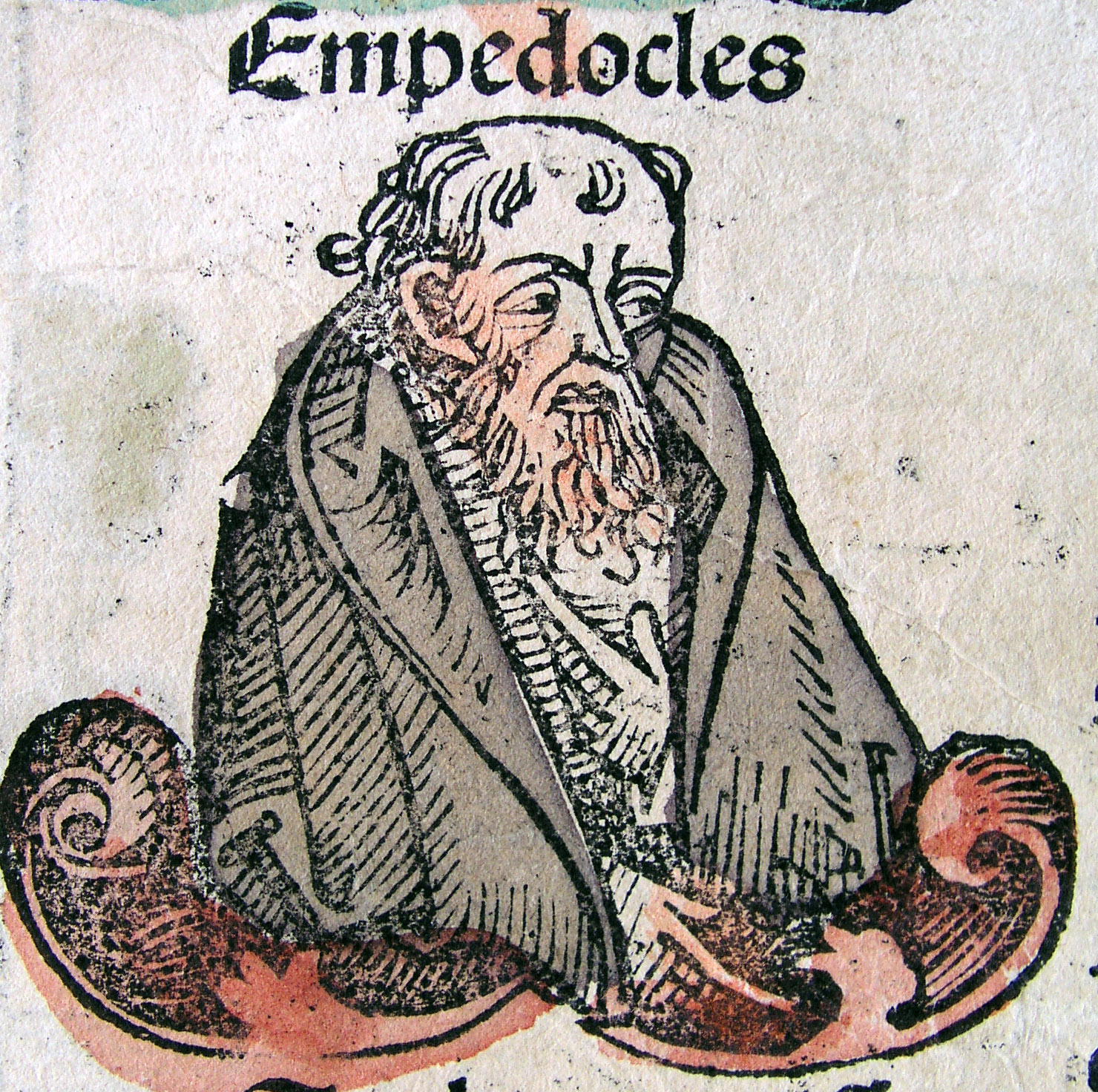
Darstellung des Empedokles in der Nürnberger Chronik von Hartmann Schedel, 1493

Anscheinend hat eine Empedokles-Handschrift das Ende der Antike überdauert. Der byzantinische Gelehrte Theodoros Prodromos berichtete im 12. Jahrhundert, eine Handschrift sei aufgetaucht und der Patriarch von Konstantinopel habe sie vervielfältigen lassen.
In der lateinischsprachigen Gelehrtenwelt des Spätmittelalters kannte man Empedokles als einen Philosophen, mit dem sich Aristoteles auseinandergesetzt hatte. Aus den Werken des Aristoteles waren einige Aspekte von Empedokles’ Lehre bekannt. Aristoteles-Kommentatoren wie Thomas von Aquin äußerten sich darüber. Weiteres Material konnte der Chronik des Kirchenvaters Eusebios von Kaisareia in ihrer lateinischen Übersetzung durch Hieronymus sowie lateinischen Werken antiker Autoren (Tertullian, Macrobius, Boethius) entnommen werden. Der Chronist Helinand von Froidmont (frühes 13. Jahrhundert), der Enzyklopädist Vinzenz von Beauvais und der unbekannte Verfasser des im frühen 14. Jahrhundert entstandenen Liber de vita et moribus philosophorum ("Buch über das Leben und die Sitten der Philosophen") stellten eine Reihe von Informationen über den Vorsokratiker zusammen.
In der arabischsprachigen Welt war Empedokles im Mittelalter als Anbaduqlīs bekannt. Man las arabische Übersetzungen antiker Werke – vor allem Schriften des Aristoteles und Aristoteles-Kommentare –, in denen er erwähnt wird. Außerdem kursierten angebliche Darstellungen seiner Lehre, die aber nicht auf seinen authentischen Werken basierten, sondern auf späterem antikem Schrifttum. Empedokles galt als Schüler eines Weisen namens Luqmān, der als Zeitgenosse Davids in Syrien gelebt und von Gott Weisheit empfangen habe. Das von Luqmān übermittelte Wissen habe Empedokles nach Griechenland gebracht, wobei er es allerdings mutwillig veränderte. So sei er zum Begründer der griechischen Philosophie geworden. Nach einer anderen Überlieferung war er ein Sohn des Parmenides und Schüler Zenons von Elea. Im späten 10. Jahrhundert berichtete der persische Philosoph al-Āmirī über eine zu seiner Zeit existierende Gruppe von schiitischen Anhängern des Empedokles, die den Griechen als Weisheitslehrer von höchster Autorität verehrten.

### Frühe Neuzeit

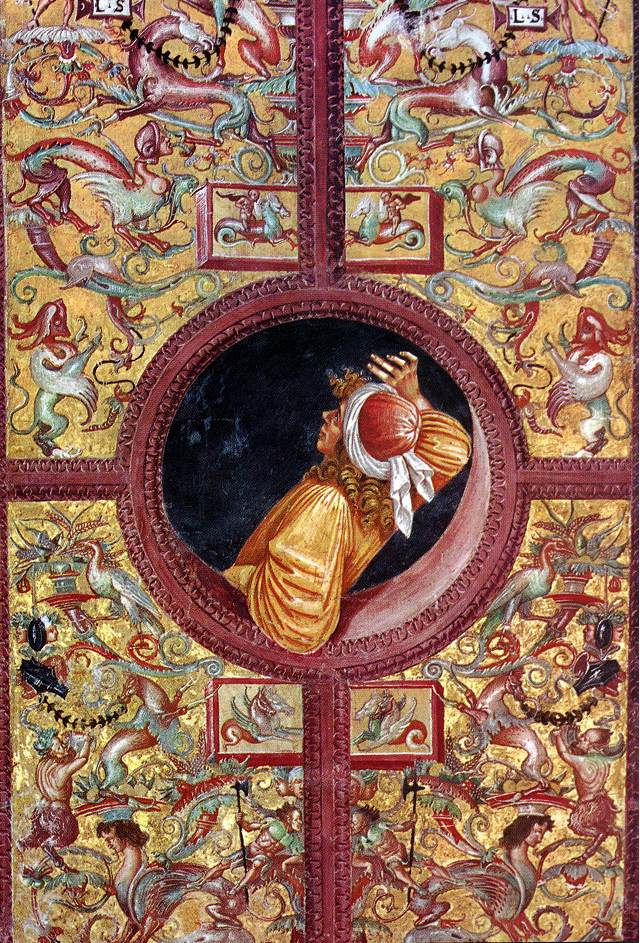
Empedokles lehnt sich aus dem Fenster, um den kosmischen Prozess zu beobachten. Fresko von Luca Signorelli im Dom von Orvieto, 1500/1502

1424 behauptete der Humanist Giovanni Aurispa in einem Brief an den Gelehrten Ambrogio Traversari, er sei im Besitz einer Handschrift der „Reinigungen“. Spuren einer Kenntnis des ganzen Werks sind aber in der Literatur der Frühen Neuzeit nirgends zu finden.
In der Renaissance hielt man Empedokles für einen Pythagoreer und Vorläufer Platons. Man kannte ihn nun nicht nur aus den Angaben des Aristoteles, sondern auch aus der Lebensbeschreibung bei Diogenes Laertios, dessen Werk ab 1433 in einer lateinischen Übersetzung vorlag und um 1472 erstmals gedruckt wurde, sowie aus Plutarchs Moralia und aus neu erschlossenem neuplatonischem Schrifttum. Francesco Patrizi schätzte ihn als Dichter sehr, während aristotelisch gesinnte Gelehrte sich kritisch äußerten und ihn, dem Urteil des Aristoteles folgend, als Naturforscher und nicht als Dichter betrachteten. Im 16. Jahrhundert pflegte man Empedokles-Zitate im griechischen Originaltext oder in lateinischer Übersetzung in Anthologien aufzunehmen. Im 17. Jahrhundert beurteilte Ralph Cudworth, der zur Gruppe der Cambridger Platoniker gehörte, Empedokles in seiner Schrift The True Intellectual System of the Universe (1678) als bedeutenden Vertreter des antiken idealistischen Denkens. Im 18. Jahrhundert verband man den Namen des Philosophen in erster Linie mit der damals populären Legende vom Tod im Ätna, die oft für wahr gehalten und unter dem Gesichtspunkt ihrer spöttischen Wertung bei Horaz und Lukian betrachtet wurde. Es erhoben sich aber auch zunehmend Stimmen, welche die Glaubwürdigkeit der Legende oder zumindest die Empedokles unterstellten Motive (Ruhmsucht, Melancholie) bezweifelten oder bestritten. Zu den Zweiflern gehörte Denis Diderot, der Empedokles für eine geniale Persönlichkeit hielt. Erwogen wurde mitunter die Hypothese eines Unfalls, dem der Naturforscher Empedokles auf dem Vulkan zum Opfer gefallen sei.

### Moderne
Friedrich Hölderlin arbeitete zwischen 1797 und 1800 an einem Trauerspiel Der Tod des Empedokles, das unvollendet blieb; es entstanden drei Entwürfe. Empedokles lebt in Harmonie mit einer „größeren“ Natur, in der er sich wie ein Gott fühlt. Dadurch entsteht ein schroffer Gegensatz zwischen ihm und seinen Mitbürgern, die sich nur ihren Alltagsbedürfnissen widmen. Die Agrigenter wollen sich zwar seiner Leitung unterstellen, aber nur im herkömmlichen politischen Sinn, indem sie ihn zum König erheben; sie erkennen nicht, dass die Führung, die er ihnen bieten könnte, geistiger Art ist. Die Königswürde lehnt er ab, da sie nicht mehr zeitgemäß sei. Er fordert Abkehr von der Tradition und eine radikale Neuorientierung mit der „göttlichen Natur“ als Leitbild. Das Volk beharrt jedoch auf seiner gewohnten Denkweise. Empedokles scheitert äußerlich, indem er aus seiner Heimatstadt verbannt wird, und innerlich, indem sein Bund mit den Göttern zerbricht. Mit seinem Tod im Ätna zieht er die Konsequenz daraus. Erst 1826 wurde der dritte Entwurf des Trauerspiels gedruckt; 1846 erschienen alle drei Entwürfe in der Gesamtausgabe Friedrich Hölderlins sämtliche Werke.
1805 brachte Friedrich Wilhelm Sturz die erste moderne Edition der Fragmente des Empedokles heraus.
Der Dichter Matthew Arnold veröffentlichte 1852 eine Gedichtsammlung Empedocles on Etna and Other Poems. Das titelgebende Gedicht (dramatic poem) besteht aus Dialogen. Wie schon Hölderlin lässt Arnold den Philosophen im Ätna sterben; der Tod ist ein Moment der Freude und erscheint als Akt der Befreiung.

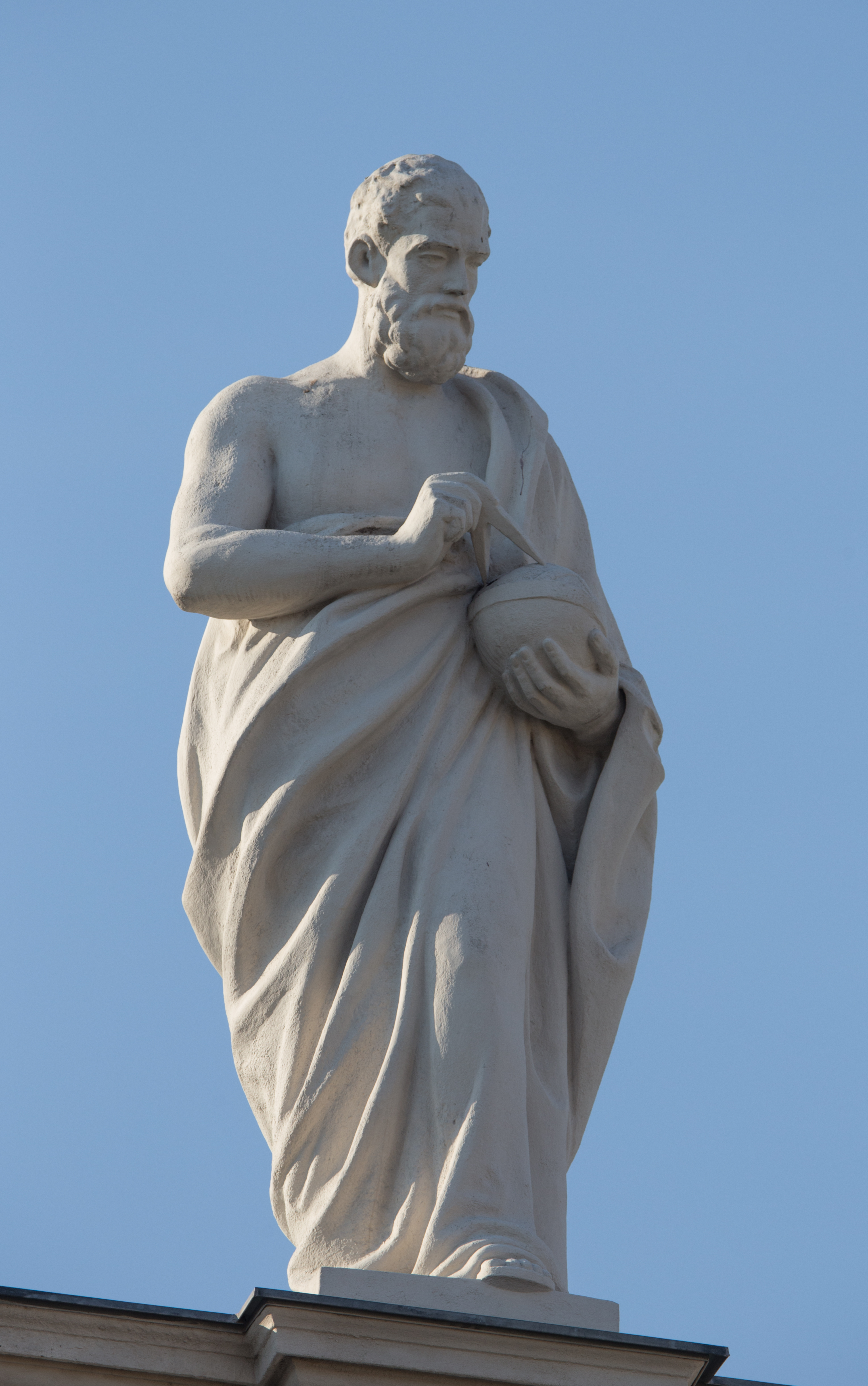
Empedokles-Statue von Friedrich Beer auf der Attika des Naturhistorischen Museums in Wien

Friedrich Nietzsche schätzte Empedokles und betrachtete ihn als Muster eines tragischen Philosophen. Er plante eine Tragödie zu verfassen, deren Held Empedokles sein sollte; Entwürfe aus dem Zeitraum 1870–71 sind überliefert.
Ulrich von Wilamowitz-Moellendorff meinte, dass Empedokles’ Philosophie, „obwohl sie wenig original und tief war, zu einer dauernden Macht gelangte“; dies habe der Dichter durch seine „formale Kunst“ erreicht.
Romain Rolland verfasste 1918 einen Essay Empédocle d’Agrigente et l’âge de la haine, der 1947 in deutscher Übersetzung erschien. Darin schildert er Empedokles als den menschlichsten Vorsokratiker, dessen Dichtung ein Gesang der Hoffnung und des Friedens sei.
1937 veröffentlichte Sigmund Freud seinen Aufsatz Die endliche und die unendliche Analyse, worin er Empedokles als „eine der großartigsten und merkwürdigsten Gestalten der griechischen Kulturgeschichte“ bezeichnet. Freud vertritt dort die Ansicht, der antike Philosoph habe, indem er das Prinzip des Streits als eigenständige Naturkraft einführte, den Todestrieb entdeckt und sei damit ein Vorläufer der Psychoanalyse. Die Psychoanalyse habe nach zweieinhalb Jahrtausenden die Theorie des Empedokles neu entdeckt und „gewissermaßen biologisch unterbaut“, indem sie den Destruktionstrieb auf den Todestrieb zurückführte, „den Drang des Lebenden, zum Leblosen zurückzukehren“.
Bertolt Brecht schrieb 1935 das Erzählgedicht Der Schuh des Empedokles. Darin präsentiert er neben der von Diogenes Laertios mitgeteilten Fassung der Geschichte vom Tod im Ätna eine eigene Version. In Brechts Darstellung bestieg Empedokles, als er wegen Altersgebrechen lebensmüde war, den Vulkan und ließ, bevor er in den Krater sprang, einen seiner abgetragenen ledernen Schuhe zurück. Damit wollte er erreichen, dass der Schuh dort später gefunden würde und so die einsetzende Legendenbildung zunichtegemacht würde.
Das 1971 uraufgeführte Stück Hölderlin von Peter Weiss befasst sich ebenfalls mit der Thematik des Empedokles. Der Dichter Hölderlin entwirft in ihm ein Stück im Stück; er schildert einen Empedokles, der sich als geistiger Führer ins Gebirge zurückzieht, um die Gesellschaft zur Erneuerung zu führen. Kaum verbreitet sich die Sage von Empedokles, ist „vom Widerstand der Sclaven in den Silberminen“ zu hören. Empedokles steht spiegelbildlich im Umfeld der Erneuerung Agrigents für den Hölderlin der französischen Revolution. Die Identifikation Hölderlins mit dem literarischen Vorbild des Empedokles gleicht symmetrisch der Identifikation Peter Weiss’ mit dem Dichter Hölderlin.
Die Hafenstadt Porto Empedocle bei Agrigent wurde 1863 nach Empedokles benannt; damals war sie noch eine Ortschaft. Auch der 2006 entdeckte Unterwasservulkan Empedocles vor der Küste Siziliens erhielt den Namen des antiken Philosophen.

## Ausgaben, Übersetzungen, Kommentare
in chronologischer Reihenfolge
- Ulrich von Wilamowitz-Moellendorff: Die Katharmoi des Empedokles. In: Sitzungsberichte der Preußischen Akademie der Wissenschaften zu Berlin, Philos.-Hist. Klasse, 1929, S. 626–661; Nachdruck in: ders., Kleine Schriften. Band 1, Berlin 1935, S. 473–521.
- Geoffrey S. Kirk, John E. Raven, Malcolm Schofield: Die vorsokratischen Philosophen. Einführung, Texte und Kommentare. Metzler, Stuttgart 2001 (zuerst englisch 1957, 2. Auflage 1983), ISBN 3-476-01834-2, S. 309–353 (Ausgewählte Fragmente und Testimonien mit deutscher Übersetzung und Kommentar).
- Jean Bollack: Empédocle 1: Introduction à l’ancienne physique. Minuit, coll. Le sens commun, Paris 1965.
- Jean Bollack: Empédocle 2: «Les Origines». Édition et traduction des fragments et des témoignages. Minuit, coll. Le sens commun, Paris 1969. (Ausgabe der Physika)
- Jean Bollack: Empédocle 3: «Les Origines». Commentaires 1 et 2. Minuit, coll. Le sens commun, Paris 1969.
- Günther Zuntz: Persephone. Three Essays on Religion and Thought in Magna Graecia. Oxford University Press, Oxford 1971, S. 179–274. (Ausgabe und Erklärung der Katharmoi).
- Nicolaas van der Ben: The Proem of Empedocles’ Peri Physios. Towards a new Edition of all the Fragments. Grüner, Amsterdam 1975.
- Carlo Gallavotti: Empedocle. Poema fisico e lustrale. (Scrittori greci e latini). Mondadori, Mailand 1975.
- Maureen Rosemary Wright: Empedocles: The Extant Fragments. Yale University Press, New Haven 1981, ISBN 0-300-02475-4 (Ausgabe der Fragmente mit englischer Übersetzung und Kommentar). Revidierte Fassung unter dem Titel: Empedocles of Acragas. Duckworth, London and Hackett, Indianapolis 1995.
- Brad Inwood: The Poem of Empedocles. A Text and Translation with an Introduction. University of Toronto Press, Toronto/Buffalo/London 1992; zweite, verbesserte Auflage 2001.
- Renato Laurenti: Empedocle. M. D’Auria editore, Neapel 1999.
- Alain Martin, Oliver Primavesi: L’Empédocle de Strasbourg (P. Strasb. gr. Inv. 1665–1666). Introduction, édition et commentaire. De Gruyter, Berlin/New York 1999, ISBN 3-11-015129-4 (Kritische Ausgabe des Straßburger Empedokles-Papyrus).
- Jean Bollack: Empédocle, Les Purifications. Un projet de paix universelle. Édité, traduit et commenté par Jean Bollack. Points, Paris 2003. (Ausgabe der Katharmoi)
- Laura Gemelli Marciano: Die Vorsokratiker. Band 2: Parmenides, Zenon, Empedokles. Artemis & Winkler, Düsseldorf 2009, ISBN 978-3-538-03500-3, S. 138–438 (Auswahl der Fragmente und Testimonien mit deutscher Übersetzung und Erläuterungen)
- Oliver Primavesi: Empedokles. In: Die Vorsokratiker. Griechisch/Deutsch. Ausgewählt, übersetzt und erläutert von Jaap Mansfeld und Oliver Primavesi. Erweiterte Neuausgabe. Reclam, Stuttgart 2011, ISBN 978-3-15-010730-0, S. 392–563.